# Judy Jordan (Schauspielerin)
Judith „Judy“ Jordan (* 9. Oktober 1945) ist eine US-amerikanische Schauspielerin.

## Leben
Judy Jordan begann ihre Karriere 1964 in der Jackie Gleason Show. Bis 1967 war sie in 88 Folgen der Unterhaltungsserie als schmückendes Beiwerk (sogenanntes „Glea Girl“) zu sehen. 1968 war sie erstmals als Schauspielerin tätig, ihr Debüt hatte sie in Polizeibericht. Von 1969 bis 1970 trat sie in neun Folgen der Sitcom The Beverly Hillbillies auf. Ihr Leinwanddebüt war eine im Abspann nicht genannte kleine Nebenrolle in der Arthur-Hailey-Verfilmung Airport. Eine größere Filmrolle spielte sie im B-Movie-Horrorfilm Big Foot – Das größte Monster aller Zeiten, weiterhin war sie im Western The Gatling Gun – Das Maschinengewehr an der Seite von Guy Stockwell, Woody Strode und John Carradine zu sehen.
Jordan war von 1970 bis zu dessen Tod 2017 mit Elvis Presleys Leibwächter und Freund Sonny West verheiratet, mit dem sie bei der Filmproduktion von Big Foot – Das größte Monster aller Zeiten gemeinsam vor der Kamera gestanden hatte. Bei der Hochzeit am 28. Dezember 1970 waren Elvis und seine Frau Priscilla anwesend. Aus der Beziehung gingen ein Sohn und eine Tochter hervor.

## Filmografie (Auswahl)
- 1968: Polizeibericht (Dragnet, Fernsehserie, 1 Episode)
- 1968: The Name of the Game (Fernsehserie, 2 Episoden)
- 1969: Das Geheimnis der Puppe (The Pigeon, Fernsehfilm)
- 1969: Twen-Police (Fernsehserie, 1 Episode)
- 1969–1970: The Beverly Hillbillies (Fernsehserie, 9 Episoden)
- 1969, 1973: Dr. med. Marcus Welby (Marcus Welby, M.D., Fernsehserie, 2 Episoden)
- 1970: Airport
- 1970: The Love War (Fernsehfilm)
- 1970: Die Bruchschiffer (The Boatniks)
- 1970: Big Foot – Das größte Monster aller Zeiten (Bigfoot)
- 1971: The Gatling Gun – Das Maschinengewehr (The Gatling Gun)
- 1976: Die Zwei mit dem Dreh (Switch, Fernsehserie, 1 Episode)
- 1978: Love's Dark Ride (Fernsehfilm)
- 1982: Quincy (Quincy, M. E, Fernsehserie, 1 Episode)
- 1983: We Got It Made (Fernsehserie, 1 Episode)
- 1983: My Therapist
- 1983: E.S.P.
- 1985: Fame – Der Weg zum Ruhm (Fame, Fernsehserie, 1 Episode)
- 1985, 1991: Unter der Sonne Kaliforniens (Knots Landing, Fernsehserie, 3 Episoden)
- 1985: Die Sieger – American Flyers (American Flyers)
- 1986: Ein Engel auf Erden (Highway to Heaven, Fernsehserie, 1 Episode)
- 1987: Dallas (Fernsehserie, 1 Episode)
- 1990: Polizeibericht (Dragnet, Fernsehserie, 1 Episode)
- 1990: Roseanne (Fernsehserie, 1 Episode)
- 1991: Schatten der Leidenschaft (The Young and the Restless, Fernsehserie, 1 Episode)
- 1992: House IV
- 1998: Practice – Die Anwälte (The Practice, Fernsehserie, 1 Episode)
- 2000: Dave's Blind Date (Kurzfilm)